# Saint-Just-Chaleyssin
Saint-Just-Chaleyssin ist eine französische Gemeinde mit 2.678 Einwohnern (Stand: 1. Januar 2022) im Département Isère in der Region Auvergne-Rhône-Alpes; sie gehört zum Arrondissement Vienne und zum Kanton La Verpillière. Die Einwohner werden Chaleyssinois und Chaleyssinoises genannt.

## Geografie
Saint-Just-Chaleyssin liegt 23 Kilometer südöstlich von Lyon am Fluss Sévenne. Umgeben wird Saint-Just-Chaleyssin von den Nachbargemeinden Chaponnay im Norden und Nordwesten, Valencin im Osten und Nordosten, Oytier-Saint-Oblas im Süden und Südosten, Septème im Süden und Südwesten sowie Luzinay im Westen. 

## Geschichte
Die Gemeinde wurde 1790/1794 durch den Zusammenschluss der bis dahin eigenständigen Kommunen Saint-Just und Chaleyssin gegründet.

### Bevölkerungsentwicklung
| Saint-Just-Chaleyssin: Einwohnerzahlen von 1793 bis 2016                                                                   | Saint-Just-Chaleyssin: Einwohnerzahlen von 1793 bis 2016 | Saint-Just-Chaleyssin: Einwohnerzahlen von 1793 bis 2016 | Saint-Just-Chaleyssin: Einwohnerzahlen von 1793 bis 2016 | Saint-Just-Chaleyssin: Einwohnerzahlen von 1793 bis 2016 |
| --- | -------------------------------------------------------- | -------------------------------------------------------- | -------------------------------------------------------- | -------------------------------------------------------- |
| Jahr |                                                          |                                                          |                                                          | Einwohner                                                |
| 1793 | 1793                                                     |                                                          | 544                                                      | 544                                                      |
| 1800 | 1800                                                     |                                                          | 584                                                      | 584                                                      |
| 1806 | 1806                                                     |                                                          | 640                                                      | 640                                                      |
| 1821 | 1821                                                     |                                                          | 770                                                      | 770                                                      |
| 1831 | 1831                                                     |                                                          | 893                                                      | 893                                                      |
| 1836 | 1836                                                     |                                                          | 949                                                      | 949                                                      |
| 1841 | 1841                                                     |                                                          | 977                                                      | 977                                                      |
| 1846 | 1846                                                     |                                                          | 982                                                      | 982                                                      |
| 1851 | 1851                                                     |                                                          | 924                                                      | 924                                                      |
| 1856 | 1856                                                     |                                                          | 912                                                      | 912                                                      |
| 1861 | 1861                                                     |                                                          | 905                                                      | 905                                                      |
| 1866 | 1866                                                     |                                                          | 910                                                      | 910                                                      |
| 1872 | 1872                                                     |                                                          | 867                                                      | 867                                                      |
| 1876 | 1876                                                     |                                                          | 849                                                      | 849                                                      |
| 1881 | 1881                                                     |                                                          | 792                                                      | 792                                                      |
| 1886 | 1886                                                     |                                                          | 767                                                      | 767                                                      |
| 1891 | 1891                                                     |                                                          | 748                                                      | 748                                                      |
| 1896 | 1896                                                     |                                                          | 675                                                      | 675                                                      |
| 1901 | 1901                                                     |                                                          | 664                                                      | 664                                                      |
| 1906 | 1906                                                     |                                                          | 652                                                      | 652                                                      |
| 1911 | 1911                                                     |                                                          | 648                                                      | 648                                                      |
| 1921 | 1921                                                     |                                                          | 595                                                      | 595                                                      |
| 1926 | 1926                                                     |                                                          | 591                                                      | 591                                                      |
| 1931 | 1931                                                     |                                                          | 585                                                      | 585                                                      |
| 1936 | 1936                                                     |                                                          | 557                                                      | 557                                                      |
| 1946 | 1946                                                     |                                                          | 537                                                      | 537                                                      |
| 1954 | 1954                                                     |                                                          | 521                                                      | 521                                                      |
| 1962 | 1962                                                     |                                                          | 559                                                      | 559                                                      |
| 1968 | 1968                                                     |                                                          | 658                                                      | 658                                                      |
| 1975 | 1975                                                     |                                                          | 876                                                      | 876                                                      |
| 1982 | 1982                                                     |                                                          | 1.527                                                    | 1.527                                                    |
| 1990 | 1990                                                     |                                                          | 1.848                                                    | 1.848                                                    |
| 1999 | 1999                                                     |                                                          | 2.242                                                    | 2.242                                                    |
| 2006 | 2006                                                     |                                                          | 2.402                                                    | 2.402                                                    |
| 2011 | 2011                                                     |                                                          | 2.452                                                    | 2.452                                                    |
| 2016 | 2016                                                     |                                                          | 2.526                                                    | 2.526                                                    |
| Quelle(n): EHESS/Cassini bis 1999, INSEE ab 2006 Anmerkung(en): Ab 1962 offizielle Zahlen ohne Einwohner mit Zweitwohnsitz |                                                          |                                                          |                                                          |                                                          |

## Sehenswürdigkeiten
- Kirche Saint-Pierre
- Kapelle Saint-Just aus dem 12. und 13. Jahrhundert mit Wandmalereien, seit 1991 als Monument historique eingeschrieben

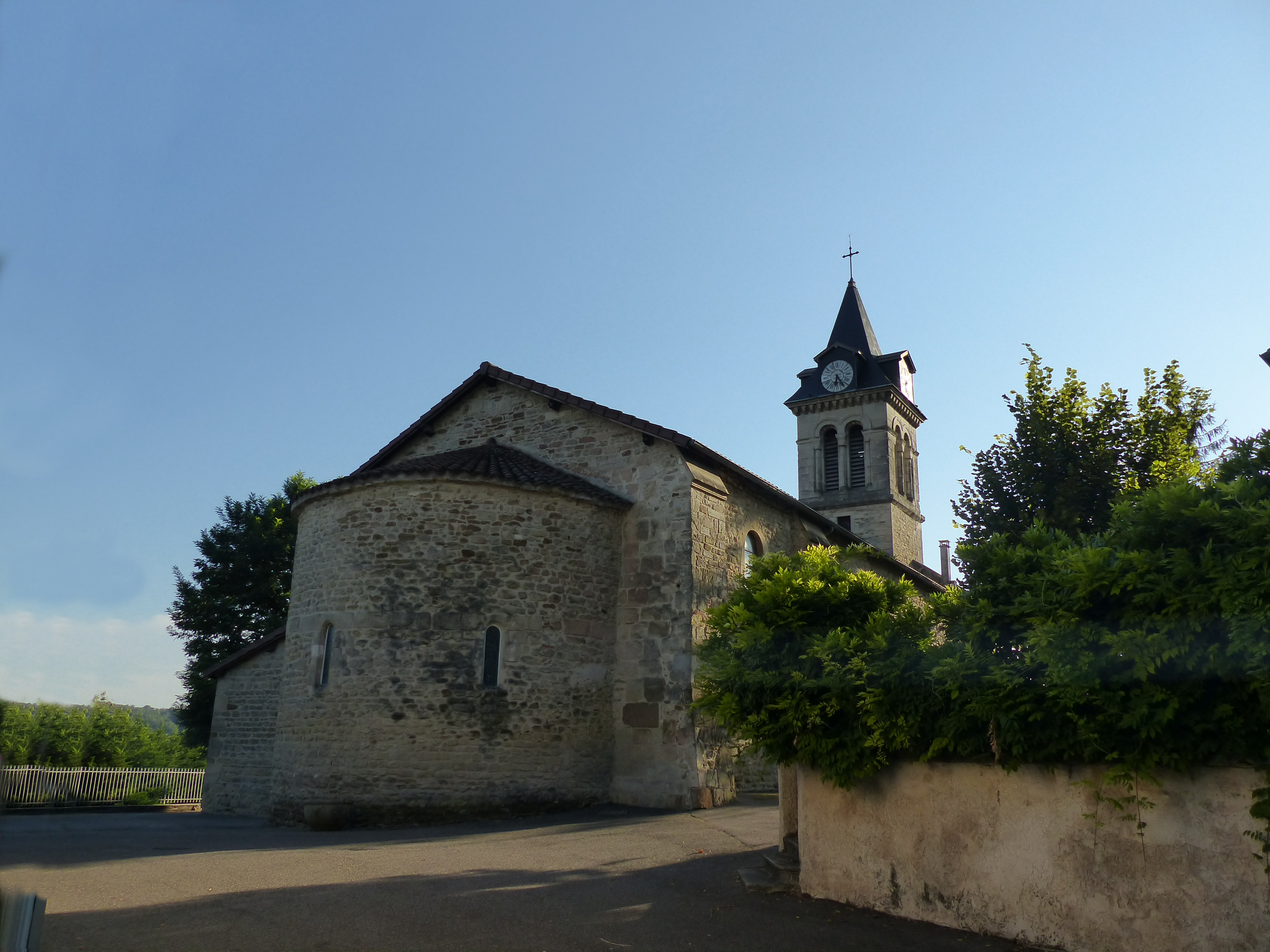
Kirche Saint-Pierre
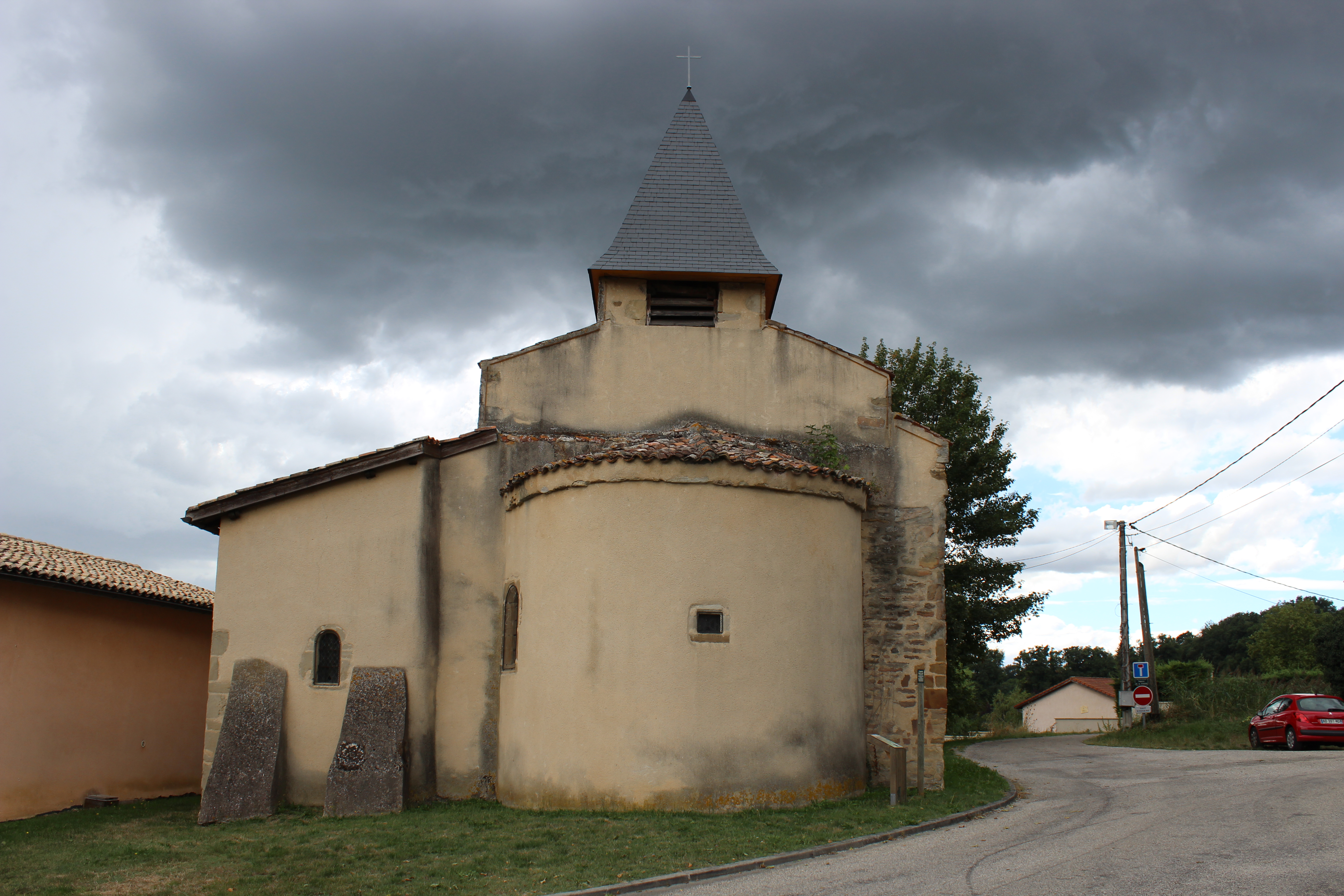
Kapelle Saint-Just

## Gemeindepartnerschaft
Mit der italienischen Gemeinde Incisa Scapaccino in der Region Piemont besteht seit 1972 eine Partnerschaft.